# エイヴォン統監
エイヴォン統監（エイヴォンとうかん、英語: Lord Lieutenant of Avon）は、イギリスの官職。統監の1つで、エイヴォン州を担当する。1972年地方行政法でイングランドおよびウェールズの地方自治体再編が行われ、同法第218(1)条によりグレーター・ロンドンおよび各都市・非都市カウンティに統監が1人ずつ任命されることとなった。同法によりエイヴォン州が設立されたため、1974年の同法施行とともにエイヴォン統監が任命された。エイヴォンは1996年4月1日に廃止され、エイヴォン統監もその役目を終えた。

## 一覧
- 1974年4月1日 – 1996年3月31日：第4代準男爵サー・ジョン・ウィルズ（英語版）[2]
  - 1994年よりサマセット統監（英語版）を兼任[2]